# 1924년 동아일보기 전국소프트테니스대회
1924년 동아일보기 전국소프트테니스대회는 동아일보기 전국소프트테니스대회의 1924년 시즌 정구 대회이다. 1924년 6월 21일부터 6월 23일까지 일제강점기 조선 경기도 경성부에 있는 경성제일공립고등여학교 운동장에서 개최되었다.

## 경기장
| 경기장                        | 도시 | 좌석 | 수용 | 비고 |
| ----------------------------- | ---- | ---- | ---- | ---- |
| 경성제일공립고등여학교 운동장 | 경성 |      |      |      |

## 정구단
| 정구단                             | 도시 | 첫 참가 | 횟수 | 선수                                           | 비고 |
| ---------------------------------- | ---- | ------- | ---- | ---------------------------------------------- | ---- |
| 경성여자고등보통학교 여자 정구단   | 경성 | 1923    | 2    | 김순용, 민위득, 유옥진, 윤정희, 정금순, 홍순명 |      |
| 동덕여학교 여자 정구단             | 경성 | 1923    | 2    | 김□□, 김□□, 송□□, 임□□, 한□□, 허□□             |      |
| 배화여학교 여자 정구단             | 경성 | 1923    | 2    | 백순이, 이영애, 송남순, 오립분, 이신애, 채선비 |      |
| 숙명여자고등보통학교 여자 정구단   | 경성 | 1923    | 2    | 김현정, 서정주, 이순남, 이현숙, 정분남, 한유정 |      |
| 영명여학교 여자 정구단             | 공주 | 1923    | 2    | 김군예, 김옥현, 김용애, 김효예, 우명의, 정한희 |      |
| 이화여자고등보통학교 여자 정구단   | 경성 | 1924    | 1    | 김정복, 신보석, 이보패, 이준숙, 조은경, 최사라 |      |
| 정신여학교 여자 정구단             | 경성 | 1923    | 2    | 김순복, 박례삼, 손경자, 신무선, 최정숙, 최한나 |      |
| 진명여자고등보통학교 여자 정구단   | 경성 | 1923    | 2    | 김종남, 김석암, 김자수, 박복남, 박업순, 오승연 |      |
| 호수돈여자고등보통학교 여자 정구단 | 개성 | 1923    | 2    | 김정량, 박순덕, 송효선, 원신천, 임덕실, 최이권 |      |

## 경기 일정
| 1924년    | 1924년    | 6월  | 6월  | 6월  |
| 1924년    | 1924년    | 21일 | 22일 | 23일 |
| --------- | --------- | ---- | ---- | ---- |
| 중학부    | 여자 단체 |      |      |      |
| 일일 합계 | 일일 합계 | 0    | 0    | 1    |
| 누적 합계 | 누적 합계 | 0    | 0    | 1    |

## 경기 결과
|  | 1라운드                            | 1라운드                          |                                  |   | 8강 | 8강 |  |  | 4강 | 4강 |  |  | 결승 | 결승 |
|  |                                    |                                  |                                  |   |     |     |  |  |     |     |  |  |      |      |
|  |                                    |                                  |                                  |   |     |     |  |  |     |     |  |  |      |      |
|  |                                    |                                  |                                  |   |     |     |  |  |     |     |  |  |      |      |
|  |                                    |                                  |                                  |   |     |     |  |  |     |     |  |  |      |      |
|  | 6월 21일 - 경성                    |                                  |                                  |   |     |     |  |  |     |     |  |  |      |      |
|  |                                    |                                  |                                  |   |     |     |  |  |     |     |  |  |      |      |
|  | 호수돈여자고등보통학교 여자 정구단 | 0                                |                                  |   |     |     |  |  |     |     |  |  |      |      |
|  | 호수돈여자고등보통학교 여자 정구단 | 0                                |                                  |   |     |     |  |  |     |     |  |  |      |      |
|  |                                    |                                  | 숙명여자고등보통학교 여자 정구단 | 3 |     |     |  |  |     |     |  |  |      |      |
|  |                                    |                                  | 숙명여자고등보통학교 여자 정구단 | 3 |     |     |  |  |     |     |  |  |      |      |
|  |                                    |                                  | 6월 21일 - 경성                  |   |     |     |  |  |     |     |  |  |      |      |
|  |                                    |                                  |                                  |   |     |     |  |  |     |     |  |  |      |      |
|  | 숙명여자고등보통학교 여자 정구단   | 2                                |                                  |   |     |     |  |  |     |     |  |  |      |      |
|  | 숙명여자고등보통학교 여자 정구단   | 2                                |                                  |   |     |     |  |  |     |     |  |  |      |      |
|  |                                    | 이화여자고등보통학교 여자 정구단 | 3                                |   |     |     |  |  |     |     |  |  |      |      |
|  |                                    | 이화여자고등보통학교 여자 정구단 | 3                                |   |     |     |  |  |     |     |  |  |      |      |
|  | 6월 21일 - 경성                    |                                  |                                  |   |     |     |  |  |     |     |  |  |      |      |
|  |                                    |                                  |                                  |   |     |     |  |  |     |     |  |  |      |      |
|  | 영명여학교 여자 정구단             | 1                                |                                  |   |     |     |  |  |     |     |  |  |      |      |
|  | 영명여학교 여자 정구단             | 1                                |                                  |   |     |     |  |  |     |     |  |  |      |      |
|  |                                    |                                  | 이화여자고등보통학교 여자 정구단 | 3 |     |     |  |  |     |     |  |  |      |      |
|  |                                    |                                  | 이화여자고등보통학교 여자 정구단 | 3 |     |     |  |  |     |     |  |  |      |      |
|  |                                    |                                  | 6월 21일~23일 - 경성             |   |     |     |  |  |     |     |  |  |      |      |
|  |                                    |                                  |                                  |   |     |     |  |  |     |     |  |  |      |      |
|  | 이화여자고등보통학교 여자 정구단   | 패                               |                                  |   |     |     |  |  |     |     |  |  |      |      |
|  | 이화여자고등보통학교 여자 정구단   | 패                               |                                  |   |     |     |  |  |     |     |  |  |      |      |
|  |                                    | 경성여자고등보통학교 여자 정구단 | 승                               |   |     |     |  |  |     |     |  |  |      |      |
|  |                                    | 경성여자고등보통학교 여자 정구단 | 승                               |   |     |     |  |  |     |     |  |  |      |      |
|  | 6월 21일 - 경성                    |                                  |                                  |   |     |     |  |  |     |     |  |  |      |      |
|  |                                    |                                  |                                  |   |     |     |  |  |     |     |  |  |      |      |
|  | 정신여학교 여자 정구단             | 2                                |                                  |   |     |     |  |  |     |     |  |  |      |      |
|  | 정신여학교 여자 정구단             | 2                                | 6월 21일 - 경성                  |   |     |     |  |  |     |     |  |  |      |      |
|  |                                    |                                  | 배화여학교 여자 정구단           | 3 |     |     |  |  |     |     |  |  |      |      |
|  | 동덕여학교 여자 정구단             | 1                                | 배화여학교 여자 정구단           | 3 |     |     |  |  |     |     |  |  |      |      |
|  | 동덕여학교 여자 정구단             | 1                                | 6월 21일 - 경성                  |   |     |     |  |  |     |     |  |  |      |      |
|  | 배화여학교 여자 정구단             | 3                                |                                  |   |     |     |  |  |     |     |  |  |      |      |
|  | 배화여학교 여자 정구단             | 3                                | 배화여학교 여자 정구단           | 1 |     |     |  |  |     |     |  |  |      |      |
|  |                                    |                                  | 배화여학교 여자 정구단           | 1 |     |     |  |  |     |     |  |  |      |      |
|  |                                    | 경성여자고등보통학교 여자 정구단 | 3                                |   |     |     |  |  |     |     |  |  |      |      |
|  |                                    | 경성여자고등보통학교 여자 정구단 | 3                                |   |     |     |  |  |     |     |  |  |      |      |
|  | 6월 21일 - 경성                    |                                  |                                  |   |     |     |  |  |     |     |  |  |      |      |
|  |                                    |                                  |                                  |   |     |     |  |  |     |     |  |  |      |      |
|  | 경성여자고등보통학교 여자 정구단   | 3                                |                                  |   |     |     |  |  |     |     |  |  |      |      |
|  | 경성여자고등보통학교 여자 정구단   | 3                                |                                  |   |     |     |  |  |     |     |  |  |      |      |
|  |                                    |                                  | 진명여자고등보통학교 여자 정구단 | 2 |     |     |  |  |     |     |  |  |      |      |
|  |                                    |                                  | 진명여자고등보통학교 여자 정구단 | 2 |     |     |  |  |     |     |  |  |      |      |
|  |                                    |                                  |                                  |   |     |     |  |  |     |     |  |  |      |      |
|  |                                    |                                  |                                  |   |     |     |  |  |     |     |  |  |      |      |
|  |                                    |                                  |                                  |   |     |     |  |  |     |     |  |  |      |      |

1924년 6월 21일에 진행된 배화여학교 여자 정구단과 동덕여학교 여자 정구단 간의 1라운드 경기는 배화여학교 여자 정구단이 3:1로 이기며 8강에 진출했다. 경성여자고등보통학교 여자 정구단과 진명여자고등보통학교 여자 정구단 간의 8강 첫 번째 경기는 경성여자고등보통학교 여자 정구단이 3:2으로 이기며 4강에 진출했다. 영명여학교 여자 정구단과 이화여자고등보통학교 여자 정구단 간의 8강 두 번째 경기는 이화여자고등보통학교 여자 정구단이 3:1로 승리하며 4강에 진출했고, 정신여학교 여자 정구단과 배화여학교 여자 정구단 간의 8강 세 번째 경기는 배화여학교 여자 정구단이 3:2로 이기며 4강에 진출했다. 호수돈여자고등보통학교 여자 정구단과 숙명여자고등보통학교 여자 정구단 간의 8강 네 번째 경기는 숙명여자고등보통학교 여자 정구단이 3:0으로 이기며 4강에 진출했다.
8강 경기가 종료된 후 1924년 6월 21일 17시 30분에 4강 대진 추첨이 진행되었다. 숙명여자고등보통학교 여자 정구단과 이화여자고등보통학교 여자 정구단 간의 4강 첫 번째 경기는 이화여자고등보통학교 여자 정구단이 3:2로 이기며 결승에 진출했고, 배화여학교 여자 정구단과 경성여자고등보통학교 여자 정구단 간의 4강 두 번째 경기는 경성여자고등보통학교 여자 정구단이 3:1로 이기며 결승에 진출했다.
결승 경기는 당초 1924년 6월 21일에 4강 경기가 종료된 이후 18시 50분부터 진행할 예정이었지만, 이화여자고등보통학교 여자 정구단 측은 선수 보호를 위해 1924년 6월 23일에 결승 경기를 진행할 것을 주장했고, 경성여자고등보통학교 여자 정구단 측은 당일에 결승 경기를 바로 진행할 것을 주장했다. 주최 측은 당일에 결승 경기를 바로 진행하기로 결정하여, 1924년 6월 21일 19시가 지난 시점에 결승 경기가 시작되었다. 첫 번째 게임에서 경성여자고등보통학교 여자 정구단 측이 3:2로 이긴 후, 날이 저물어 경기 진행이 어렵게 되자 1924년 6월 23일 16시에 결승 경기를 이어서 진행하기로 결정했다. 1924년 6월 23일에 이어서 진행된 결승 경기에서 경성여자고등보통학교 여자 정구단이 이기며 우승을 차지했다.

## 참고 문헌
- 대한체육회 100주년 기념사업부 (2020). 《대한민국 체육 100년》. 대한체육회.
- “東亞日報(동아일보) 主催(주최) 第二囬(제이회)【◇】全朝鮮女子庭球大會(전조선여자정구대회)”. 동아일보. 1924년 5월 23일.
- “東亞日報(동아일보) 主催(주최) =第二囬(제이회)= 全朝鮮女子庭球大會(전조선여자정구대회)”. 동아일보. 1924년 5월 25일.
- “初夏(초하)의麗日(여일)을卜(복)하야 全朝鮮女子庭球大會(전조선여자정구대회)”. 동아일보. 1924년 6월 1일.
- “全朝鮮女子庭球大會(전조선여자정구대회)”. 동아일보. 1924년 6월 1일.
- “全朝鮮女子庭球大會(전조선여자정구대회)”. 동아일보. 1924년 6월 2일.
- “全朝鮮女子庭球大會(전조선여자정구대회)”. 동아일보. 1924년 6월 4일.
- “全朝鮮女子庭球大會(전조선여자정구대회)”. 동아일보. 1924년 6월 8일.
- “全朝鮮女子庭球大會(전조선여자정구대회)”. 동아일보. 1924년 6월 10일.
- “女子庭球大會(여자정구대회) 申請日臨迫(신청일임박)”. 동아일보. 1924년 6월 11일.
- “臨迫(임박)한女子庭球(여자정구)”. 동아일보. 1924년 6월 18일.
- “全朝鮮(전조선) 女子庭球(여자정구)”. 조선일보. 1924년 6월 20일.
- “女子庭球(여자정구)는今日(금일)”. 동아일보. 1924년 6월 21일.
- “第二囬全朝鮮女子庭球大會(제이회전조선여자정구대회)”. 동아일보. 1924년 6월 21일.
- “綠陰晴天(녹음청천)에對陣(대진)◇ 白熱戰線(백열전선)의輕快(경쾌)한女丈夫(여장부)”. 동아일보. 1924년 6월 22일.
- “第二囬全朝鮮女子庭球大會(제이회전조선여자정구대회)”. 동아일보. 1924년 6월 22일.
- “京城(경성)의天空(천공)까지 우슴의빗을띄운듯”. 동아일보. 1924년 6월 23일.
- “女子庭球大會(여자정구대회)”. 동아일보. 1924년 6월 23일.
- “全朝鮮女子庭球大會决勝戰(전조선여자정구대회결승전)”. 동아일보. 1924년 6월 23일.
- “女子庭球大會(여자정구대회) 初日(초일)의盛况(성황)”. 조선일보. 1924년 6월 23일.
- “女子庭球决勝戰(여자정구결승전)”. 동아일보. 1924년 6월 24일.
- “消息(소식)”. 동아일보. 1924년 6월 24일.
- “女子庭球大會(여자정구대회)에對(대)하야”. 동아일보. 1924년 6월 25일.
- “女子庭球大會(여자정구대회)의 優勝(우승)은京高(경고)”. 조선일보. 1924년 6월 25일.